# María José Quintanilla
María José Quintanilla Sandoval (Maipú, Santiago, 17 de fevereiro de 1990) é uma cantora chilena, surgida do programa televisivo Rojo Fama Contrafama. Em sua carreira musical lançou oito discos os quais alguns fizeram muito sucessos no Chile. Certificada com dez discos de platina e três discos de ouro no Chile além quatro discos de platina na Argentina, a artista vendeu mas de 300.000 cópias ao longo da sua carreira musical.

## Biografia
Antes de alcançar sucesso e popularidade no programa de televisão Rojo Fama Contrafama, María José Quintanilla formou parte do conhecido conjunto folclórico infantil Los Maipucitos e participou de alguns festivais infantis em Santiago e em outras cidades do sul do Chile.
Rojo Fama Contrafama começou a ser televisionado em 02 de dezembro de 2002 e dois meses depois María José foi reconhecida como a participante mais popular do programa por meio da votação do público. Com treze anos de idade deu início sua carreira na indústria musical quando o selo Sony Music, por meio da sua filial chilena, anuncia o no próprio programa de novos talentos a contratação da adolescente devido a suas capacidade vocais e alta popularidade. A menina se transforma, dessa maneira, na primeira cantora do Rojo Fama Contrafama em assinar contrato para gravar um disco.

## Discografia
- 2003: México Lindo y Querido
- 2004: Canta América
- 2004: El Mago de Oz
- 2005: Amores
- 2007: Tu corazón
- 2008: Hoja en blanco
- 2010: Bandolera
- 2012: Apasionada
- 2019: Fue Difícil